# Saló Catalunya
El Saló Catalunya és una obra del municipi de Sant Julià de Vilatorta (Osona) inclosa en l'Inventari del Patrimoni Arquitectònic de Catalunya.

## Descripció
Es tracta d'un centre cultural de planta rectangular, cobert a dues vessants amb el carener paral·lel a la façana la qual es troba orientada a ponent. En aquest sector la vessant del teulat arriba fins a mig tram perquè aquest sector és destinat a terrassa, la qual és protegida per un mur de mig metre i al centre hi ha un frontó on s'inscriu el nom del local amb un pinacle al centre i un a cada extrem del mur. A cada extrem de la planta hi ha un portal: al de l'esquerra és de ferradura, mentre que el de la dreta té forma catenària (al costat hi té una finestra). Damunt de cada portal, i al primer pis, hi ha finestres geminades amb arcs de ferradura, força esvelts al centre del mur de la façana i a nivell de la planta hi ha dos parells de finestres amb les mateixes característiques però amb estuc d'arabesc als carcanyols dels arcs.

## Història
És un edifici d'estil historicista (neoàrab), del qual no tenim data precisa de la seva construcció. Durant el s. XX havia estat el centre cultural del municipi on s'hi feia cinema els dies de festa i teatre o ball per les dates més assenyalades. A principis dels anys 80 del s. XX va deixar de funcionar i a darreries de l'any 1986 s'ha arribat amb un acord amb l'Ajuntament per restaurar-lo. Més que tenir un valor arquitectònic té un interès artístic pels esgrafiats de la façana i sentimentalment pels habitants de Sant Julià.